# دین‌های خداناباور
دین‌های خداناباور، سنت‌های عقیدتی برخی از ادیان هستند که گاه با خداباوری، همراستا هستند یا نیستند و خداناباوری، بخشی از اعتقاد یا اعمال دینی آن‌هاست. خداناباوری به برخی جنبه‌های مسیحیت استدلالی و الهیات لیبرال اعمال شده و نقش عمده‌ای در هندوئیسم و بودیسم ایفا می‌کند.

## بودیسم
با وجود اینکه بودیسم مراسم و متون دینی بسیاری دارد، هسته اساسی آن که چهار حقیقت شریف و راه اصیل هشتگانه است، مطلبی دربارهٔ خدا (خدایان) یا پرستش خدا نمی‌کنند. این دستورالعمل‌ها صرفاً اخلاقی و فکری هستند که بر پایه رنج روان‌شناختی به دلیل ناپایداری بنا شده‌اند.

## مسیحیت
بی‌خدایی مسیحی، جهان‌بینی‌ای است که با وجود رد کردن وجود خدای مسیحی، از آموزه‌های مسیح، پیروی می‌کند.

## شیطان‌گرایی
این دین، حاوی تفکر ماتریالیستی، نفس‌پرستی و خودخدایی است که بر اصالت لذت و فردگرایی تأکید می‌کند.